# Памятник Ипполиту Давыдовскому
Па́мятник Ипполи́ту Давыдо́вскому — памятник советскому патологоанатому, одному из организаторов патолого-анатомической службы в стране, академику АМН СССР, Герою Социалистического Труда Ипполиту Давыдовскому. Установлен возле городской клинической больницы № 23, в которой академик проработал 55 лет. Открытие состоялось в октябре 1974 года. Авторами проекта являлись скульптор Ашот Сергеевич Аллахвердянц и архитектор Григорий Захаров. В 2007 году памятнику присвоили статус выявленного объекта культурного наследия.
Статуя представляет собой бронзовый бюст медика и изображает его в халате доктора со звездой Героя на груди. Скульптура помещена на гранитный цилиндрический постамент. На нём установлена памятная бронзовая табличка с надписью: «Выдающийся советский патолог Герой Социалистического труда Лауреат Ленинской премии Академик АМН СССР Давыдовский Ипполит Васильевич 1887—1968».